# AKB48
AKB48 je japonská idolová dívčí kapela, která byla založena v roce 2005 textařem a hudebním producentem Jasušim Akimotem. Pojmenována byla po Tokijské čtvrti Akihabara (zkráceně Akiba), kde pravidelně vystupuje ve svém vlastním divadle.
Byla zanesena v Guinnessovu knihu rekordů jako „největší popová skupina“ na světě. Dnes se skládá ze 4 týmů: Team A, Team K, Team B, Team 4 a celkem má 64 členek (stav k 25. březnu 2012).
Kapela používá model propagace, založený na loajalitě fanoušků a masivní produkci zboží určeného k uctívání členek (idolů). Hlavním médiem jsou singly v podobě CD, které se každý rok prodávají ve velkém množství a fanoušci je sbírají. Vystoupení v divadle AKB48 jsou charakteristická kontaktem diváků s dívkami, protože sál je malý. Skutečnost, že fanoušci mohou se svými idoly navázat oční kontakt (shōnin), je vědomým principem performance a kapela o tom zpívá v písni "I Wanted To See You" (Aitakatta) z roku 2006. Tento způsob redukce odstupu mezi zpěvačkami a fanoušky a navazování emočních vazeb se nazývá "idols you can meet". Od roku 2010 se mezi členkami týmů pořádá turnaj ve hře kámen-nůžky-papír (Janken Tournament, じゃんけん大会), jehož vítězky získají možnost být na novém singlu nebo mít singl vlastní.
V Japonsku se těší velké popularitě. Posledních[kdy?] 12 singlů skupiny získalo 1. místo v japonské týdenní hitparádě Oricon.

## Členky

### Team A
Kapitánka: Minami Takahaši
- Misaki Iwasa (japonsky 岩佐 美咲, Iwasa Misaki; narozená 30. ledna 1995 v prefektuře Čiba)
- Aika Óta (japonsky 多田 愛佳, Ōta Aika; narozená 8. prosince 1994 v prefektuře Saitama)
- Šizuka Ója (japonsky 大家 志津香, Ōya Shizuka; narozená 28. prosince 1991 v prefektuře Fukuoka)
- Haruka Katajama (japonsky 片山 陽加, Katayama Haruka; narozená 10. května 1990 v prefektuře Aiči)
- Asuka Kuramoči (japonsky 倉持 明日香, Kuramochi Asuka; narozená 11. září 1989 v prefektuře Kanagawa)
- Haruna Kodžima (japonsky 小嶋 陽菜, Kojima Haruna; narozená 19. dubna 1988 v prefektuře Saitama)
- Rino Sašihara (japonsky 指原 莉乃, Sashihara Rino; narozená 21. listopadu 1992 v prefektuře Óita)
- Mariko Šinoda (japonsky 篠田 麻里子, Shinoda Mariko; narozená 11. března 1986 v prefektuře Fukuoka)
- Aki Takadžó (japonsky 高城 亜樹, Takajō Aki; narozená 3. října 1991 v Tokiu)
- Minami Takahaši (japonsky 高橋 みなみ, Takahashi Minami; narozená 8. dubna 1991 v Tokiu)
- Haruka Nakagawa (japonsky 仲川 遥香, Nakagawa Haruka; narozená 10. února 1992 v Tokiu)
- Čisato Nakata (japonsky 中田 ちさと, Nakata Chisato; narozená 8. října 1990 v prefektuře Saitama)
- Sajaka Nakaja (japonsky 仲谷 明香, Nakaya Sayaka; narozená 15. října 1991 v prefektuře Iwate)
- Acuko Maeda (japonsky 前田 敦子, Maeda Atsuko; narozená 10. července 1991 v prefektuře Čiba)
- Ami Maeda (japonsky 前田 亜美, Maeda Ami; narozená 1. června 1995 v Tokiu)
- Nacumi Macubara (japonsky 松原 夏海, Matsubara Natsumi; narozená 19. června 1990 v prefektuře Fukuoka)

### Team K
Kapitánka: Sajaka Akimoto
- Sajaka Akimoto (japonsky 秋元 才加, Akimoto Sayaka; narozená 26. července 1988 v prefektuře Čiba)
- Tomomi Itano (japonsky 板野 友美, Itano Tomomi; narozená 3. července 1991 v prefektuře Kanagawa)
- Majumi Učida (japonsky 内田 眞由美, Uchida Mayumi; narozená 27. prosince 1993 v Tokiu)
- Ajaka Umeda (japonsky 梅田 彩佳, Umeda Ayaka; narozená 3. ledna 1989 v prefektuře Fukuoka)
- Júko Óšima (japonsky 大島 優子, Ōshima Yūko; narozená 17. října 1988 v prefektuře Točigi)
- Ajaka Kikuči (japonsky 菊地 あやか, Kikuchi Ayaka; narozená 30. června 1993 v Tokiu)
- Miku Tanabe (japonsky 田名部 生来, Tanabe Miku; narozená 2. prosince 1992 v prefektuře Šiga)
- Tomomi Nakacuka (japonsky 中塚 智実, Nakatsuka Tomomi; narozená 18. června 1993 v prefektuře Saitama)
- Moeno Nitó (japonsky 仁藤 萌乃, Nitō Moeno; narozená 22. července 1992 v Tokiu)
- Misato Nonaka (japonsky 野中 美郷, Nonaka Misato; narozená 20. dubna 1991 v prefektuře Fukuoka)
- Reina Fudžie (japonsky 藤江 れいな, Fujie Reina; narozená 1. února 1994 v prefektuře Čiba)
- Sakiko Macui (japonsky 松井 咲子, Matsui Sakiko; narozená 10. prosince 1990 v prefektuře Saitama)
- Džurina Macui (japonsky 松井 珠理奈, Matsui Jurina, narozená 8. března 1990 in prefektuře Aiči)
- Minami Minegiši (japonsky 峯岸 みなみ, Minegishi Minami; narozená 15. listopadu 1992 v Tokiu)
- Sae Mijazawa (japonsky 宮澤 佐江, Miyazawa Sae; narozená 13. srpna 1990 v Tokiu)
- Jui Jokojama (japonsky 横山 由依, Yokoyama Yui; narozená 8. prosince 1992 v prefektuře Kjóto)

### Team B
Kapitánka: Juki Kašiwagi
- Haruka Išida (japonsky 石田 晴香, Ishida Haruka; narozená 2. prosince 1993 v prefektuře Saitama)
- Tomomi Kasai (japonsky 河西 智美, Kasai Tomomi; narozená 16. listopadu 1991 v Tokiu)
- Juki Kašiwagi (japonsky 柏木 由紀, Kashiwagi Yuki; narozená 15. července 1991 v prefektuře Kagošima)
- Rie Kitahara (japonsky 北原 里英, Kitahara Rie; narozená 24. června 1991 v prefektuře Aiči)
- Kana Kobajaši (japonsky 小林 香菜, Kobayashi Kana; narozená 17. května 1991 v prefektuře Saitama)
- Mika Komori (japonsky 小森 美果, Komori Mika; narozená 19. července 1994 v prefektuře Aiči)
- Amina Sató (japonsky 佐藤 亜美菜, Satō Amina; narozená 16. října 1990 v Tokiu)
- Sumire Sató (japonsky 佐藤 すみれ, Satō Sumire; narozená 20. listopadu 1993 v prefektuře Saitama)
- Nacuki Sató (japonsky 佐藤 夏希, Satō Natsuki,; narozená 1. července 1990 v Sapporu na ostrově Hokkaidó)
- Šihori Suzuki (japonsky 鈴木 紫帆里, Suzuki Shihori; narozená 17. února 1994 v prefektuře Kanagawa)
- Marija Suzuki (japonsky 鈴木 まりや, Suzuki Mariya; narozená 29. dubna 1991 v prefektuře Saitama)
- Rina Čikano (japonsky 近野 莉菜, Chikano Rina; narozená 23. dubna 1993 v Tokiu)
- Juka Masuda (japonsky 増田 有華, Masuda Yuka; narozená 3. srpna 1991 v prefektuře Ósaka)
- Miho Mijazaki (japonsky 宮崎 美穂, Miyazaki Miho; narozená 30. července 1993 v Tokiu)
- Maju Watanabe (japonsky 渡辺 麻友, Watanabe Mayu; narozená 26. března 1994 v prefektuře Saitama)
- Mijuki Watanabe (japonsky 渡辺 美優紀, Watanabe Miyuki; narozená 19. září 1993 v prefektuře Nara)

### Team 4
Team 4 byl založen 7. června 2011.
- Maria Abe (japonsky 阿部 マリア, Abe Maria; narozená 29. listopadu 1995 v prefektuře Kanagawa)
- Miori Ičikawa (japonsky 市川 美織, Ichikawa Miori; narozená 12. února 1994 v prefektuře Saitama)
- Anna Irijama (japonsky 入山 杏奈, Iriyama Anna; narozená 3. prosince 1995 v prefektuře Čiba)
- Karen Iwata (japonsky 岩田 華怜, Iwata Karen, narozená 13. května 1998 v prefektuře Mijagi)
- Mina Óba (japonsky 大場 美奈, Ōba Mina; narozená 3. dubna 1992 v prefektuře Kanagawa)
- Rena Kató (japonsky 加藤 玲奈, Katō Rena; narozená 10. července 1997 v prefektuře Čiba)
- Rina Kawaei (japonsky 川栄 李奈, Kawaei Rina; narozená 12. února 1995 v prefektuře Kanagawa)
- Haruka Šimazaki (japonsky 島崎 遥香, Shimazaki Haruka; narozená 30. března 1994 v prefektuře Saitama)
- Haruka Šimada (japonsky 島田 晴香, Shimada Haruka; narozená 16. prosince 1992 v prefektuře Šizuoka)
- Džuri Takahaši (japonsky 高橋 朱里; Takahashi Juri; narozená 3. října 1997 v prefektuře Ibaraki)
- Miju Takeuči (japonsky 竹内 美宥, Takeuchi Miyu; narozená 12. ledna 1996 v Tokiu)
- Júka Tano (japonsky 田野 優花, Tano Yūka; narozená 7. března 1997 v Tokiu)
- Marija Nagao (japonsky 永尾 まりや, Nagao Mariya; narozená 10. března 1994 v prefektuře Kanagawa)
- Šiori Nakamata (japonsky 仲俣 汐里, Nakamata Shiori; narozená 25. července 1992 v Tokiu)
- Mariko Nakamura (japonsky 中村 麻里子, Nakamura Mariko; narozená 16. prosince 1993 v prefektuře Čiba)
- Suzuran Jamauči (japonsky 山内 鈴蘭, Yamauchi Suzuran; narozená 8. prosince 1994 v prefektuře Čiba)

## Diskografie

### Singly
| Rok  | №  | Název                                                       | Poznámky                          | Umístění                    | Umístění                 | Umístění                  | Prodej (Oricon) | Prodej (Oricon) |
| Rok  | №  | Název                                                       | Poznámky                          | Oricon Weekly Singles Chart | Billboard JAPAN Hot 100* | RIAJ Digital Track Chart* | První týden     | Celkem          |
| ---- | -- | ----------------------------------------------------------- | --------------------------------- | --------------------------- | ------------------------ | ------------------------- | --------------- | --------------- |
| 2006 | 1  | „Sakura no Hanabiratači“ (japonsky 桜の花びらたち)          | Samovydáni                        | 10                          |                          |                           | 22 011          | 46 000          |
| 2006 | 2  | „Skirt, Hirari“ (japonsky スカート、ひらり)                 | Samovydáni                        | 13                          | 13 349                   | 21 000                    |                 |                 |
| 2006 | 1  | „Aitakatta“ (japonsky 会いたかった)                         | Debutový singl na DefSTAR Records | 12                          | 32**                     | 17 481                    | 55 000          |                 |
| 2007 | 2  | „Seifuku ga Džama o Suru“ (japonsky 制服が邪魔をする)       |                                   | 7                           |                          | 16 866                    | 22 000          |                 |
| 2007 | 3  | „Keibecu Šiteita Aidžó“ (japonsky 軽蔑していた愛情)         |                                   | 8                           | 20 323                   | 23 000                    |                 |                 |
| 2007 | 4  | „BINGO!“                                                    |                                   | 6                           | 21 830                   | 26 000                    |                 |                 |
| 2007 | 5  | „Boku no Taijó“ (japonsky 僕の太陽)                         |                                   | 6                           | 25 946                   | 29 000                    |                 |                 |
| 2007 | 6  | „Júhi o Miteiru ka?“ (japonsky 夕陽を見ているか?)           |                                   | 10                          | 15 370                   | 18 000                    |                 |                 |
| 2008 | 7  | „Romance, Irane“ (japonsky ロマンス、イラネ)                |                                   | 6                           | 22                       | 19 303                    | 23 000          |                 |
| 2008 | 8  | „Sakura no Hanabiratači 2008“ (japonsky 桜の花びらたち2008) |                                   | 10                          | 26                       | 22 112                    | 25 000          |                 |
| 2008 | 9  | „Baby! Baby! Baby!“                                         | Digitální singl                   |                             | ×                        |                           |                 |                 |
| 2008 | 10 | „Ógoe Diamond“ (japonsky 大声ダイヤモンド)                  | První singl na King Records       | 3                           | 13                       | 51**                      | 48 258          | 97 000          |
| 2009 | 11 | „10nen Zakura“ (japonsky 10年桜, Džunen Zakura)             |                                   | 3                           | 13                       |                           | 66 226          | 125 000         |
| 2009 | 12 | „Namida Surprise!“ (japonsky 涙サプライズ!)                 |                                   | 2                           | 5                        | 28                        | 104 180         | 169 000         |
| 2009 | 13 | „Iiwake Maybe“ (japonsky 言い訳Maybe)                       |                                   | 2                           | 2                        | 11                        | 90 774          | 146 000         |
| 2009 | 14 | „RIVER“                                                     |                                   | 1                           | 2                        | 17                        | 178 579         | 261 000         |
| 2010 | 15 | „Sakura no Šiori“ (japonsky 桜の栞)                         |                                   | 1                           | 1                        | 15                        | 317 828         | 405 000         |
| 2010 | 16 | „Ponytail to Chouchou“ (japonsky ポニーテールとシュシュ)    |                                   | 1                           | 1                        | 4                         | 513 453         | 740 000         |
| 2010 | 17 | „Heavy Rotation“ (japonsky ヘビーローテーション)            |                                   | 1                           | 1                        | 1                         | 527 336         | 879 000         |
| 2010 | 18 | „Beginner“                                                  |                                   | 1                           | 1                        | 2                         | 826 989         | 1 039 000       |
| 2010 | 19 | „Chance no Džunban“ (japonsky チャンスの順番)               |                                   | 1                           | 1                        | 12                        | 596 769         | 694 000         |
| 2011 | 20 | „Sakura no Ki ni Naró“ (japonsky 桜の木になろう)            |                                   | 1                           | 1                        | 3                         | 942 479         | 1 082 000       |
| 2011 | —  | „Dareka no Tame ni ~What can I do for someone?~“            | Digitální charitativni singl      |                             | 17                       | 2                         |                 |                 |
| 2011 | 21 | „Everyday, Kaťuša“ (japonsky Everyday、カチューシャ)        |                                   | 1                           | 1                        | 1                         | 1 333 969       | 1 608 000       |
| 2011 | 22 | „Flying Get“ (japonsky フライングゲット)                    | Byl vydán 24. srpna 2011          | 1                           | 1                        | 1                         | 1 354 492       | 1 626 000       |
| 2011 | 23 | „Kaze wa Fuiteiru“ (japonsky 風は吹いている)                | Byl vydán 26. října 2011          | 1                           | 1                        | 1                         | 1 300 482       | 1 457 000       |
| 2011 | 24 | „Ue kara Mariko“ (japonsky 上からマリコ)                    | Byl vydán 7. prosince 2011        | 1                           | 1                        | 3                         | 1 198 864       | 1 305 000       |
| 2012 | 25 | „GIVE ME FIVE!“                                             | Byl vydán 15. února 2012          | 1                           | 1                        | 1                         | 1 287 217       | 1 437 000       |
| 2012 | 26 | „Manacu no Sounds good!“ (japonsky 真夏のSounds good !)     | Byl vydán 23. května 2012         | 1                           | 1                        | 2                         | 1,616,795       | 1,820,000       |
| 2012 | 27 | „Gingham Check“ (japonsky ギンガムチェック)                 |                                   | 1                           | 1                        |                           | 1,181,966       | 1,308,000       |
| 2012 | 28 | „UZA“                                                       |                                   | 1                           | 1                        | 1,128,696                 | 1,223,000       |                 |
| 2012 | 29 | „Eien Pressure“ (japonsky 永遠プレッシャー)                 |                                   | 1                           | 1                        | 1,073,499                 | 1,150,000       |                 |

* Hitparáda Billboard Japan Hot 100 byla poprvé uveřejněna v únoru 2008, RIAJ Digital Track Chart byla poprvé uveřejněna v dubnu 2009 a zrušena v červenci 2012.

** v roce 2010

### Alba

#### Studiová alba
| Rok  | № | Album | Umístění                   | Prodej (Oricon) | Prodej (Oricon) | Certifikace (RIAJ)   |
| Rok  | № | Album | Oricon Weekly Albums Chart | První týden     | Celkem          | Certifikace (RIAJ)   |
| ---- | - | --- | -------------------------- | --------------- | --------------- | -------------------- |
| 2008 | 1 | SET LIST ~Greatest Songs 2006–2007~ (japonsky SET LIST～グレイテストソングス 2006-2007～) - Vydáno: 1. ledna 2008 - Znovu vydáno 14. července 2010 jak SET LIST ~Greatest Songs~ Kanzenban - Vydavatel: DefSTAR Records (DFCL-1429/30 (Limited), DFCL-1431 (Regular), DFCL-1653 (Kanzen)*) | 29 2*                      | 15,921 67,817*  | 53,000 169,000* | Platina (250 000+)   |
| 2010 | 2 | Kamikjokutači (japonsky 神曲たち) - Vydáno: 7. dubna 2010 - Vydavatel: King Records (KIZC-65/6 (Regular), NKCD-6512/3 (Theater)) | 1                          | 294,627         | 564,000         | 2× Platina           |
| 2011 | 3 | Koko ni Ita Koto (japonsky ここにいたこと) - Vydáno: 8. června 2011 - Vydavatel: King Records (KIZC-90117/8 (Limited), KIZC-117/8 (Regular), NKCD-6546 (Theater)) | 1                          | 601,985         | 883,000         | Milión (1 000 000+)  |
| 2012 | 4 | 1830m - Vydáno: 15. srpna 2012 - Vydavatel: King Records (KIZC-163/4/5 (Limited), NKCD-6611/2 (Theater)) | 1                          | 870,621         | 1,031,000       | Million (1,000,000+) |

* v roce 2010 jak SET LIST ~Greatest Songs~ Kanzenban (japonsky SET LIST～グレイテストソングス～完全盤)

## Videografie

### Hudební videa
| №     | Singl | Umělec        | Název | Oficiální video na YouTube |
| Indie | Indie | Indie         | Indie | Indie                      |
| ----- | --- | ------------- | --- | -------------------------- |
| 01    | Sakura no Hanabiratachi | AKB48         | Sakura no Hanabiratachi |                            |
| 02    | Skirt, Hirari | AKB48         | Skirt, Hirari |                            |
| Major | |               | |                            |
| 01    | Aitakatta | AKB48         | Aitakatta |                            |
| 02    | Seifuku ga Jama o Suru | AKB48         | Seifuku ga Jama o Suru |                            |
| 03    | Keibetsu Shiteita Aijo | AKB48         | Keibetsu Shiteita Aijo |                            |
| 04    | Bingo! | AKB48         | Bingo! |                            |
| 05    | Boku no Taiyō | AKB48         | Boku no Taiyō |                            |
| 06    | Yūhi o Miteiru ka? | AKB48         | Yūhi o Miteiru ka? |                            |
| 07    | Romance, Irane | AKB48         | Romance, Irane |                            |
| 08    | Sakura no Hanabiratachi 2008 | AKB48         | Sakura no Hanabiratachi 2008 |                            |
| 09    | Baby! Baby! Baby! | AKB48         | Baby! Baby! Baby! |                            |
| 10    | Ōgoe Diamond | AKB48         | Ōgoe Diamond | sledovat                   |
| 11    | 10nen Zakura | AKB48         | 10nen Zakura | sledovat                   |
| 12    | Namida Surprise! | AKB48         | Namida Surprise! | sledovat                   |
| 13    | Iiwake Maybe | AKB48         | Iiwake Maybe | sledovat                   |
| 13    | Iiwake Maybe | Under Girls   | Tobenai Agehachō | sledovat                   |
| 14    | RIVER | AKB48         | RIVER | sledovat                   |
| 14    | RIVER | Under Girls   | Kimi no Koto Suki Dakara | sledovat                   |
| 14    | RIVER | Theater Girls | Hikōkigumo (Theater Girls Ver.) | sledovat                   |
| 15    | Sakura no Shiori | AKB48         | Sakura no Shiori | sledovat                   |
| 15    | Sakura no Shiori | AKB48         | Majisuka Rock 'n' Roll | sledovat                   |
| 15    | Sakura no Shiori | Team PB       | Enkyori Poster | sledovat                   |
| 15    | Sakura no Shiori | Team YJ       | Choose me! | sledovat                   |
| 16    | Ponytail to Chouchou | AKB48         | Ponytail to Chouchou | sledovat                   |
| 16    | Ponytail to Chouchou | Under Girls   | Nusumareta Kuchibiru | sledovat                   |
| 16    | Ponytail to Chouchou | Theater Girls | Boku no YELL | sledovat                   |
| 16    | Ponytail to Chouchou | AKB48         | Majijo Teppen Blues | sledovat                   |
| 17    | Heavy Rotation | AKB48         | Heavy Rotation | sledovat                   |
| 17    | Heavy Rotation | Under Girls   | Namida no Seesaw Game | sledovat                   |
| 17    | Heavy Rotation | Yasai Sisters | Yasai Sisters | sledovat                   |
| 17    | Heavy Rotation | AKB48         | Lucky Seven | sledovat                   |
| 18    | Beginner | AKB48         | Beginner | sledovat                   |
| 19    | Chance no Junban | AKB48         | Chance no Junban | sledovat                   |
| 20    | Sakura no Ki ni Narō | AKB48         | Sakura no Ki ni Narō | sledovat                   |
| 21    | Everyday, Katyusha | AKB48         | Everyday, Katyusha | sledovat                   |
| 21    | Everyday, Katyusha | AKB48         | Kore kara Wonderland | sledovat náhled            |
| 22    | Flying Get | AKB48         | Flying Get | sledovat náhled            |
| 22    | Flying Get | AKB48         | Flying Get (Dancing Version) | sledovat                   |
| 22    | Flying Get | Under Girls   | Dakishimecha Ikenai | sledovat náhled            |
| 23    | Kaze wa Fuiteiru | AKB48         | Kaze wa Fuiteiru |                            |
| 23    | Kaze wa Fuiteiru | AKB48         | Kaze wa Fuiteiru (DANCE! DANCE! DANCE! ver.) | sledovat                   |
| 23    | Kaze wa Fuiteiru | Under Girls   | Kimi no Senaka | sledovat náhled            |
| 24    | Ue kara Mariko | AKB48         | Ue kara Mariko | sledovat                   |
| 24    | Ue kara Mariko | AKB48         | Noël no Yoru | sledovat náhled            |
| 25    | GIVE ME FIVE! | AKB48         | GIVE ME FIVE! | sledovat                   |
| 25    | GIVE ME FIVE! | Selection 6   | Sweet & Bitter | sledovat náhled            |
| 26    | Manatsu no Sounds Good! | AKB48         | Manatsu no Sounds Good! (Dance Ver.) | sledovat                   |
| 26    | Manatsu no Sounds Good! | AKB48         | Gugutasu no Sora | sledovat náhled            |
| 27    | Gingham Check | AKB48         | Gingham Check | sledovat                   |
| 27    | Gingham Check | AKB48         | Yume no Kawa | sledovat náhled            |
| 27    | Gingham Check | Under Girls   | Nante Bohemian | sledovat náhled            |
| 28    | Uza | AKB48         | Uza | sledovat náhled            |
| 28    | Uza | Under Girls   | Tsugi no Season | sledovat náhled            |
| 28    | Uza | New Team A    | Kodoku no Hoshizora |                            |
| 28    | Uza | New Team K    | Scrap & Build |                            |
| 28    | Uza | New Team B    | Seigi no Mikata ja Nai Hero |                            |
| 29    | Eien Pressure | AKB48         | Eien Pressure | sledovat                   |
| 29    | Eien Pressure | AKB48         | Totteoki Christmas | sledovat náhled            |
| 29    | Eien Pressure | SKE48         | Tsuyogari Tokei |                            |
| 29    | Eien Pressure | AKB48         | Team B Oshi |                            |
| 29    | Eien Pressure | NMB48         | Ha! | sledovat náhled            |
| 29    | Eien Pressure | HKT48         | Hatsukoi Butterfly |                            |
| 29    | Eien Pressure | OKL48         | Eien Yori Tsuzuku Yō ni |                            |
| 30    | So Long! | AKB48         | So Long! | sledovat                   |
| 30    | So Long! | Under Girls   | Waiting Room | sledovat náhled            |
| 30    | So Long! | Team A        | Ruby |                            |
| 30    | So Long! | Team K        | Yuuhi Marie |                            |
| 30    | So Long! | Team B        | Sokode Inu no Unchi Funjyaukane? |                            |
| 30    | So Long! | AKB48         | Sugar Rush |                            |
| 31    | Sayonara Crawl | AKB48         | Sayonara Crawl | sledovat                   |
| 31    | Sayonara Crawl | Under Girls   | Bara no Kajitsu | sledovat náhled            |
| 31    | Sayonara Crawl | Team A        | Ikiru Koto |                            |
| 31    | Sayonara Crawl | Team K        | How Come? |                            |
| 31    | Sayonara Crawl | Team B        | Romance Kenjū |                            |
| 31    | Sayonara Crawl | BKA48         | Hasute to Wasute |                            |
| 32    | Koi Suru Fortune Cookie | AKB48         | Koi Suru Fortune Cookie | sledovat                   |
| 32    | Koi Suru Fortune Cookie | Under Girls   | Ai no Imi wo Kangaete Mita | sledovat náhled            |
| 33    | Heart Electric | AKB48         | Heart Electric | sledovat                   |
| 33    | Heart Electric | Under Girls   | Kaisoku to Doutai Shiryoku | sledovat náhled            |
| 34    | Suzukake no ki no michi de "kimi no hohoemi wo yume no miru" to itte shimattara bokutachi no kankei ha dō kawatte shimau n oka, bokunara ni nannichi ka kangaeta ue de no yaya kihazukashii ketsuron no yō na mono | AKB48         | Suzukake no ki no michi de "kimi no hohoemi wo yume no miru" to itte shimattara bokutachi no kankei ha dō kawatte shimau n oka, bokunara ni nannichi ka kangaeta ue de no yaya kihazukashii ketsuron no yō na mono | sledovat                   |
| 34    | Suzukake no ki no michi de "kimi no hohoemi wo yume no miru" to itte shimattara bokutachi no kankei ha dō kawatte shimau n oka, bokunara ni nannichi ka kangaeta ue de no yaya kihazukashii ketsuron no yō na mono | AKB48         | Mosh & Dive | sledovat náhled            |
| 34    | Suzukake no ki no michi de "kimi no hohoemi wo yume no miru" to itte shimattara bokutachi no kankei ha dō kawatte shimau n oka, bokunara ni nannichi ka kangaeta ue de no yaya kihazukashii ketsuron no yō na mono | AKB48         | Party is over | sledovat náhled            |
| 34    | Suzukake no ki no michi de "kimi no hohoemi wo yume no miru" to itte shimattara bokutachi no kankei ha dō kawatte shimau n oka, bokunara ni nannichi ka kangaeta ue de no yaya kihazukashii ketsuron no yō na mono | SKE48         | Escape | sledovat náhled            |
| 34    | Suzukake no ki no michi de "kimi no hohoemi wo yume no miru" to itte shimattara bokutachi no kankei ha dō kawatte shimau n oka, bokunara ni nannichi ka kangaeta ue de no yaya kihazukashii ketsuron no yō na mono | NMB48         | Kimi to Deatte Boku wa Kawatta | sledovat náhled            |
| 34    | Suzukake no ki no michi de "kimi no hohoemi wo yume no miru" to itte shimattara bokutachi no kankei ha dō kawatte shimau n oka, bokunara ni nannichi ka kangaeta ue de no yaya kihazukashii ketsuron no yō na mono | HKT48         | Wink wa 3-Kai | sledovat náhled            |
| 35    | Mae shika Mukanee | AKB48         | Mae shika Mukanee | sledovat náhled            |
| 35    | Mae shika Mukanee | Smiling Lions | Kinou Yori Motto Suki | sledovat náhled            |
| 36    | Labrador Retriever | AKB48         | Labrador Retriever | sledovat náhled            |

## Ocenění
Nejvýznamnější ocenění, které získala skupina
| Rok  | Cena                         | Kategorie                        | Nominovaná práce         | Výsledek |
| ---- | ---------------------------- | -------------------------------- | ------------------------ | -------- |
| 2011 | 53rd Japan Record Awards     | Grand Prix                       | „Flying Get“             | Vítěz    |
| 2011 | Billboard JAPAN Music Awards | Artist of the Year               |                          | Vítěz    |
| 2011 | Billboard JAPAN Music Awards | Top Pop Artists                  |                          | Vítěz    |
| 2011 | Billboard JAPAN Music Awards | Hot 100 of the Year              |                          | Vítěz    |
| 2011 | Billboard JAPAN Music Awards | Hot 100 Single Sales of the Year |                          | Vítěz    |
| 2012 | 14th Mnet Asian Music Awards | Best Asian Artist Japan          | „Uza“                    | Vítěz    |
| 2012 | Billboard JAPAN Music Awards | Artist of the Year               |                          | Vítěz    |
| 2012 | Billboard JAPAN Music Awards | Top Pop Artists                  |                          | Vítěz    |
| 2012 | Billboard JAPAN Music Awards | Hot 100 of the Year              | „Manacu no Sounds good!“ | Vítěz    |
| 2012 | Billboard JAPAN Music Awards | Hot 100 Single Sales of the Year | „Manacu no Sounds good!“ | Vítěz    |